# Группа Тёкёли
Группа Тёкёли (венг. Thököly út csoport), также Отряд Иштвана Клобера, иногда Вокзальная бригада — вооружённое формирование венгерских антикоммунистических повстанцев 1956 года. Состояла из представителей пролетарских низов, люмпенских и уголовных элементов. Название получила по одному из мест активности — транспортной магистрали имени Имре Тёкёли. Активно участвовала в будапештских боях октября—ноября 1956. После подавления восстания 12 боевиков были казнены. В современной Венгрии члены Группы Тёкёли причисляются к бойцам революции.

## Группировка при вокзале
В середине 1950-х годов кварталы VII, VIII и XIV районов Будапешта считались неблагополучными в плане криминализации. Особенная концентрация люмпенских и криминальных элементов отмечалась на вокзале Келети, шоссе Тёкёли, площади Бароша и прилегающих территориях. Одну из криминальных группировок возглавлял неоднократно судимый Иштван Клобер. 34-летний Клобер, венгерско-еврейского происхождения, работал электриком, но вёл беспорядочный образ жизни и по социальному типу был близок люмпен-пролетариату.

Шайка Клобера состояла из уволенных во время коммунистических чисток полицейских, лишившихся своего бизнеса лавочников и пролетарской шпаны. Сам главарь, попавший на баррикады сразу с очередной отсидки, смотрелся там очень колоритно: в рваном пальто, меховой ушанке, с автоматом в одной руке и бутылкой коньяка в другой.

Группировка Клобера поддержала антикоммунистическое Венгерское восстание, начавшееся 23 октября 1956 года. Сам Клобер был освобождён из тюрьмы (где находился по обвинению «бытового» характера) 26 октября. Возглавленное им повстанческое формирование по территориальному признаку получило название Группа Тёкёли. В группу объединись люди, не случайно соединившиеся во время событий (как в большинстве других отрядов), а давно знавшие друг друга — по совместной противоправной деятельности, времяпрепровождению, сожительству и т. д.

## Повстанческий отряд

### Состав
В Группу Тёкёли входили до 70 человек. Преобладали люди рабочих профессий, обычно имевшие проблемы с законом. Многие из них ранее были судимы за хулиганство, кражи, грабежи. Криминальные проявления часто носили политическую окраску.
Типичными активистами Группы Тёкёли являлись: 25-летний автобусный кондуктор и автозаправщик Ференц Лудани (кличка Бешеный, ближайший помощник Клобера), 29-летний шофёр Ференц Франьо (кличка Ушастый), 31-летний транспортный рабочий Карой Келлер (кличка Утка), 39-летний транспортный рабочий Тибор Барабаш (кличка Длинный Тибор), 36-летний землекоп Фридьеш Грошшман (кличка Дядя Фриц), 44-летний сантехник Йожеф Немет (кличка Дурной Йожеф), 28-летний подсобный рабочий Янош Чермак (кличка Нескладный), 29-летний электрик Карой Червени (кличка Автобус), 17-летний строительный подсобник Ласло Баки (кличка Старый), 38-летний рабочий канализации Ференц Ковач (кличка Маленький Ковач), 33-летний снабженец Лайош Галь (кличка Красный), 29-летний слесарь-металлообработчик Вилмош Папп (кличка Гусь), 27-летний чернорабочий Шандор Чаньи (кличка Цыган), 20-летний трамвайщик Янош Футо, 34-летний слесарь Имре Кондорши, 24-летний электросварщик Иштван Сивак, 22-летний подсобный рабочий Дьюла Краус.
В группе было несколько женщин, из которых наиболее известна 43-летняя Мария Магори (кличка Рыжая Манци, гражданская жена Чаньи, дворник и подсобница), а также 32-летняя строительная подсобница Яношне Кальман (кличка Жока) и 28-летняя Белане Орнштейн (урождённая Марта Сепеши, кличка Еврейка Марта).
Ференц Лудани был уволен из армии за дисциплинарные нарушения. Карой Келлер занимался охраной проституток. Янош Чермак арестовывался за драку в пивной с советским офицером. Лайош Галь был известен как вокзальный карманник. Сам Иштван Клобер привлекался за хулиганство и организацию преступного сообщества. Практически неграмотная Мария Магори была зарегистрирована как проститутка и отбывала тюремное заключение за кражу.

### Идеология
Чёткой политической платформы группа Клобера не имела. Первоначально она выступала в поддержку Имре Надя, но быстро оставила эти лозунги. Очевидны были антикоммунизм, ненависть к компартии и органам госбезопасности, стремление к национальной независимости. Кроме того, некоторые исследователи рассматривают идеологические установки группы как «что-то югославское».

У нас нет точных данных о политических взглядах членов этой группы. Но очевидно, что они стремились свергнуть ракошистскую систему и подняли оружие во имя венгерской независимости.

Ласло Йорши, венгерский историк

## В боях восстания
30 октября 1956 с Иштваном Клобером и Ференцем Лудани встретился командир отделения Национальной гвардии социал-демократ Карой Толлер (бывший капитан полиции). Была достигнута договорённость о совместной обороне территории от советских войск и местных коммунистических формирований.
Люди Клобера контролировали ключевые здания, охраняли повстанческие коммуникации, захватывали оружие и автотранспорт, расправлялись с сотрудниками госбезопасности. Основную роль, наряду с Клобером, играли Лудани, Франьо и Келлер. Бойцы Лудани, по имеющимся данным, участвовали также в боях на площадь Республики в последние дни октября.
Основные боевые действия пришлись на 4-8 ноября. Главной базой отряда стал магазин гастроном по адресу Тёкёли, 44. Группа приняла жестокий бой с советскими войсками и несколько дней удерживала позиции. Иштван Клобер показал себя талантливым командиром, грамотно использовал противотанковые ежи и бутылки с зажигательной смесью. Потери отряда составили лишь трёх человек ранеными.
При этом Клобер вёл активную военную пропаганду, общался с итальянскими журналистами. Он производил на собеседников сильное впечатление, сравнивался с «героями Хэмингуэя».

Русские думали, будто Будапешт захватили нацисты. Украинских крестьян обманывали, будто Венгрия в руках фашистского отребья. Теперь эти парни не хотят стрелять — они узнали, что воюют против своих братьев… Они увидели обман. Конечно, им приходится подчиняться приказам, но без всякого энтузиазма… В конце концов, они абсолютно не виноваты.

Иштван Клобер

Боестолкновение на Тёкёли 5 ноября характеризовалось журналистами как «настоящий ад». Против советских танков и бронемашин массированно использовались коктейли Молотова. Особенно отличились Папп и Магори. В тот же день за подписью Иштвана Клобера была выпущена листовка с призывом ко всем венграм «быть достойными
героев 1848 года».
6 ноября продолжались ожесточённые бои. Непрерывно отстреливаясь, повстанцы отступили к вокзалу Келети. На следующий день им удалось уничтожить ещё два танка. 8 ноября Иштван Клобер отдал бойцам приказ отступать и скрываться. Ему, а также Вилмошу Паппу, Лайошу Галю и ещё нескольким руководящим боевикам удалось бежать за границу.

Когда стало ясно, что мятежу конец, «Вокзальная бригада» разграбила окрестные магазины под лозунгом: «Лучше нам, чем русским», и большей частью успешно смылась. Атаман сбежал в Израиль, по слухам, оказавшийся его исторической родиной.

## Приговоры. Оценки
После подавления восстания власти ВНР арестовали 24 человека из состава Группы Тёкёли. В 1958 году 12 боевиков — Ференц Франьо, Карой Келлер, Йожеф Немет, Фридьеш Грошшман, Янош Чермак, Янош Футо, Тибор Барабаш, Имре Кондорши, Дьюла Краус, Иштван Сивак, Шандор Чаньи, Мария Магори — были приговорены к смертной казни и повешены. Остальные получили различные сроки заключения.
Иштван Клобер считается эмигрировавшим в Израиль. Предполагается, что на момент 60-летия событий он был жив (во всяком случае, о его смерти ничего не сообщалось). Ференца Лудани обнаружить не удалось.
В современной Венгрии Иштван Клобер и его соратники признаются в качестве активных участников революции. Однако оценки Группы Тёкёли часто отличаются от отношения к иным повстанческим формированиям.